# Бистоко (Мачерата)
Бистоко (итал. Bistocco) насеље је у Италији у округу Мачерата, региону Марке.
Према процени из 2011. у насељу је живело 20 становника. Насеље се налази на надморској висини од 321 м.